# Onderdistrict (Indonesië)
Het Indonesische onderdistrict (Indonesisch: kecamatan) is de bestuurslaag binnen de bestuursstructuur van Indonesië die gesitueerd is onder een regentschap (kabupaten) of stadsgemeente (kota), die op hun beurt onderdeel zijn van een provincie (provinsi).
In Nederlands-Indië was er tussen regentschap (kabupaten) en onderdistrict (kecamatan) nog een district (kewedanan). Deze laag is in de beginjaren van de republiek Indonesië afgeschaft. Het Indonesische kecamatan wordt daarom vaak vertaald als "district" en niet meer als "onderdistrict".
De kecamatan wordt geleid door het (onder)districtshoofd, de camat. Een kecamatan bestaat uit verschillende kelurahans (stadswijken of dorpsregio's) en desa's (dorpen), respectievelijk geleid door een lurah en een kepala desa. 
Deze bestuurslaag wordt in Atjeh ook wel aangeduid met sagoe cut en in Papoea met distrik.